# Đo sâu cộng hưởng từ
Đo sâu cộng hưởng từ (Magnetic Resonance Sounding, MRS) là một phương pháp của Địa vật lý Thăm dò, hoạt động dựa trên hiện tượng cộng hưởng từ hạt nhân của đồng vị hydro 1H¹, và dùng cho xác định phân bố nước ngầm theo độ sâu.

## Mô tả hoạt động
Hiện tượng cộng hưởng từ hạt nhân được nêu trong mục Máy đo từ proton, nhưng hoạt động của phép đo này thì giống máy Chụp cộng hưởng từ MRI trong ngành y tế hơn.
Tại vùng vĩ độ thấp dưới 45° Từ trường Trái Đất có phương gần nằm ngang. Vì thế để từ hóa theo phương thẳng đứng khối đất bên dưới, một cuộn dây nhiều vòng, kích thước có thể đến 150 x 150 m, được trải ra trên mặt đất. Kết thúc kỳ từ hóa, trục quay của các hạt nhân bị từ hóa sẽ chuyển động tuế sai về phương Từ trường Trái Đất, và phát ra tín hiệu điện từ. Diễn biến suy giảm của tín hiệu này liên quan đến phân bố hạt theo độ sâu, còn cường độ thì liên quan đến lượng hạt ở đó. Cuộn dây thu sẽ thu tín hiệu này, đưa vào khối đo, số hóa và lưu trữ vào laptop. Sau đó dùng phần mềm chuyên dụng xử lý và chuyển đổi sang cột hàm lượng nước theo độ sâu đến xấp xỉ kích thước vòng.
Thực tế là, khác với hệ từ hóa của máy MRI, ta không thể tạo được trường đồng đều và vượt trội Từ trường Trái Đất để từ hóa khối đất đá lớn bên dưới, nên tín hiệu cần đo bị nhiễu dữ dội. Dù nhiều giải pháp đã được nhà chế tạo máy huy động, thì phép đo vẫn chỉ thành công trong môi trường đạt yêu cầu sau:
- Biến động giá trị Từ trường Trái Đất ở khu vực vòng dây không quá 20 nT.
- Không có bão từ, nhiễu ở tầng điện ly, giông sét trong khí quyển.
- Cách xa các thiết bị điện hoặc sắt, ví dụ cách đường dây 35KV trên 0,5 km (các cấp cao thế hơn thì cần xa hơn).

Điều này chỉ có ở vùng đá vôi xa dân. Các vùng có đá magma, đứt gãy địa chất thường không đáp ứng được.